# Chileense presidentsverkiezingen 1829
De Chileense presidentsverkiezingen van 1829 vonden op 15 en 16 mei van dat jaar plaats. De verkiezingen werden gewonnen door de kandidaat van de Pipiolos (Liberalen), zittend president Francisco Antonio Pinto. Het waren de laatste presidentsverkiezingen voor de Burgeroorlog van 1829/1830.

## Procedure
De verkiezingen vonden op getrapte wijze plaats via het principe van censuskiesrecht. Dit hield in dat een beperkt aantal burgers stemrecht had (namelijk die burgers die gezien hun hoge inkomens de meeste belastingen, census, afdroegen) kiesmannen kozen op hun beurt (dus trapsgewijs) de nieuwe president van het land kozen. De kandidaat met de meeste stemmen werd aangewezen als president, de kandidaat die tweede eindigde kwam volgens de Chileense grondwet de eer te beurt om vicepresident van het land te worden. De meeste uitvoerende macht was verdeeld over de president en de vicepresident; de rest van de uitvoerende macht kwam aan de ministers toe. 

## Uitslag
De presidentsverkiezingen van mei 1829 werden gewonnen door de zittend president Francisco Antonio Pinto. De grondwet die een jaar eerder was aangenomen bepaalde dat de kandidaat die tweede was geëindigd vicepresident zou worden. President en vicepresident zouden de macht moeten delen. Het Nationaal Congres van Chili dat gedomineerd werd door de Pipiolos wilde echter de liberale federalist José Joaquín Vicuña, die slechts vierde was geworden, aanwijzen als de nieuwe vicepresident. Degenen die in aanmerking kwam waren echter de conservatieve centralisten Francisco Ruiz-Tagle (die tweede eindigde) of generaal José Joaquín Prieto Vial (die derde eindigde). Het Congres, dat de ernst van de situatie inzag, benoemde uiteindelijk de voorzitter van de Senaat, de machtige liberaal Joaquín Vicuña tot vicepresident De conservatieven weigerden Vicuña te accepteren als de nieuwe vicepresident en Prieto verzamelde een leger om zich heen om gewapenderwijs de macht in handen te krijgen. Een en ander mondde uit in de burgeroorlog van 1829/1830.
| Kandidaat | Kandidaat | Kandidaat                | Partij      | Stemmen | Percentage |
| --------- | --------- | ------------------------ | ----------- | ------- | ---------- |
|           |           | Francisco Antonio Pinto  | Pipiolos    | 118     | 30,26%     |
|           |           | Francisco Ruiz-Tagle     | Pelucones   | 98      | 25,13%     |
|           |           | José Joaquín Prieto      | Pelucones   | 61      | 15,64%     |
|           |           | José Joaquín Vicuña      | Pipiolos    | 48      | 12,31%     |
|           |           | José Gregorio Argomedo   | Pelucones   | 33      | 8,46       |
|           |           | Juan de Dios Rivera      | Pipiolos    | 11      | 2,82%      |
|           |           | José Miguel Infante      | Federalista | 8       | 2,05%      |
|           |           | José María Benavente     | Pipiolos    | 7       | 1,79%      |
|           |           | Bernardo del Solar Marín | Pipiolos    | 6       | 1,54%      |
|           |           | Andere kandidaten        | —           | 16      | 3,94%      |
| Totaal    | Totaal    |                          |             | 406     | 100%       |

## Bron
- (es)  Elección Presidencial 1829